# Liste des conseillers législatifs du Bas-Canada
Cette page recense les conseillers législatifs du Bas-Canada, soit les personnes qui ont été membres du Conseil législatif de la Province du Bas-Canada.
| Nom                                                  | Portrait | Début            | Fin                |
| ---------------------------------------------------- | -------- | ---------------- | ------------------ |
| Adam Mabane                                          |          | 1792             | 3 janvier 1792     |
| John Fraser                                          |          | 1792             | 5 décembre 1795    |
| François Baby                                        |          | 1792             | 6 octobre 1820     |
| Thomas Dunn                                          |          | 1792             | 15 avril 1818      |
| Hugh Finlay                                          |          | 1792             | 26 décembre 1801   |
| William Smith                                        |          | 1792             | 6 décembre 1793    |
| Joseph-Dominique-Emmanuel Le Moyne de Longueuil      |          | 1792             | 19 janvier 1807    |
| George Pownall                                       |          | 1792             | 17 octobre 1834    |
| Paul-Roch de Saint-Ours                              |          | 1792             | 11 août 1814       |
| Edward Harrison                                      |          | 1792             | 15 octobre 1794    |
| Gaspard-Joseph Chaussegros de Léry                   |          | 1792             | 11 décembre 1797   |
| John Collins                                         |          | 1792             | 15 avril 1795      |
| François-Marie Picoté de Belestre                    |          | 1792             | 30 mars 1792       |
| Charles-Louis Tarieu de Lanaudière                   |          | 1792             | 2 octobre 1811     |
| René-Amable Boucher de Boucherville                  |          | 1792             | 31 août 1812       |
| Henry Caldwell                                       |          | 5 février 1793   | 28 mai 1810        |
| Jacob Mountain                                       |          | 7 juillet 1793   | 16 juin 1825       |
| William Osgoode                                      |          | 5 janvier 1795   | 17 janvier 1824    |
| James Monk                                           |          | 5 janvier 1795   | 20 juin 1820       |
| John Johnson                                         |          | 1796             | 4 janvier 1830     |
| Michel-Eustache-Gaspard-Alain Chartier de Lotbinière |          | 1796             | 1er janvier 1822   |
| Gabriel-Elzéar Taschereau                            |          | 1798             | 18 septembre 1809  |
| Jenkin Williams                                      |          | 8 février 1803   | 30 octobre 1819    |
| John Elmsley                                         |          | 8 février 1803   | 29 avril 1805      |
| Henry Allcock                                        |          | 21 janvier 1807  | 22 février 1808    |
| Jonathan Sewell                                      |          | 1808             | 27 mars 1838       |
| Charles de Saint-Ours                                |          | 2 décembre 1808  | 11 novembre 1834   |
| John Hale                                            |          | 3 décembre 1808  | 27 mars 1838       |
| Antoine-Louis Juchereau Duchesnay                    |          | 12 décembre 1810 | 17 février 1825    |
| John Caldwell                                        |          | 15 décembre 1811 | 27 mars 1838       |
| Herman Witsius Ryland                                |          | 17 décembre 1811 | 27 mars 1838       |
| James Cuthbert                                       |          | 18 décembre 1811 | 27 mars 1838       |
| Charles-Gaspard Tarieu de Lanaudière                 |          | 19 décembre 1811 | 7 juin 1812        |
| Charles William Grant                                |          | 21 décembre 1811 | 27 mars 1848       |
| Pierre-Ignace Aubert de Gaspé                        |          | 1812             | 13 février 1823    |
| Jacques-Nicolas Perrault                             |          | Janvier 1812     | 7 août 1812        |
| John Blackwood                                       |          | 9 avril 1813     | 24 juin 1819       |
| Pierre-Dominique Debartzch                           |          | 17 janvier 1814  | 27 mars 1838       |
| William McGillivray                                  |          | 19 janvier 1814  | 16 octobre 1825    |
| Jean-Antoine Panet                                   |          | Janvier 1815     | 17 mai 1815        |
| John Richardson                                      |          | 24 janvier 1816  | 18 mai 1831        |
| Joseph-Octave Plessis                                |          | 30 avril 1817    | 4 décembre 1825    |
| Roderick Mackenzie                                   |          | 10 mai 1817      | 27 mars 1838       |
| Ignace-Michel-Louis-Antoine d'Irumberry de Salaberry |          | 4 décembre 1817  | 22 mars 1828       |
| William Burns                                        |          | 2 janvier 1818   | 25 septembre 1829  |
| Michael Henry Perceval                               |          | 10 janvier 1818  | 12 octobre 1829    |
| Olivier Perrault                                     |          | 28 janvier 1818  | 19 mars 1827       |
| Thomas-Pierre-Joseph Taschereau                      |          | 28 janvier 1818  | 8 octobre 1826     |
| William Scott                                        |          | 29 janvier 1818  | 11 janvier 1820    |
| Louis-René Chaussegros de Léry                       |          | 9 février 1818   | 28 novembre 1832   |
| James Irvine                                         |          | 20 février 1818  | 20 septembre 1829  |
| Louis Turgeon                                        |          | 10 mars 1818     | 26 semptembre 1827 |
| Louis Gugy                                           |          | 10 avril 1818    | 27 mars 1838       |
| Charles-Michel d'Irumberry de Salaberry              |          | 14 décembre 1818 | 27 février 1829    |
| James Kerr                                           |          | 19 octobre 1821  | 27 mars 1838       |
| William Bowman Felton                                |          | 6 avril 1822     | 30 juin 1837       |
| Mathew Bell                                          |          | 30 avril 1823    | 27 mars 1838       |
| Edward Bowen                                         |          | 27 février 1824  | 27 mars 1838       |
| Toussaint Pothier                                    |          | 22 juillet 1824  | 27 mars 1838       |
| John Stewart                                         |          | 13 mai 1825      | 27 mars 1838       |
| John Forsyth                                         |          | 3 juillet 1827   | 27 décembre 1837   |
| Charles James Stewart                                |          | Janvier 1828     | 13 juillet 1837    |
| Jean-Thomas Taschereau                               |          | 2 mai 1828       | 14 juin 1832       |
| Samuel Hatt                                          |          | 29 novembre 1829 | 27 mars 1838       |
| Denis-Benjamin Viger                                 |          | 30 novembre 1829 | 27 mars 1838       |
| Louis Guy                                            |          | 20 décembre 1830 | 27 mars 1838       |
| George Moffat                                        |          | 24 décembre 1830 | 27 mars 1838       |
| Jacques-Philippe Saveuse de Beaujeu                  |          | 25 novembre 1831 | 19 juin 1832       |
| François-Roch de Saint-Ours                          |          | 1er janvier 1832 | 27 mars 1838       |
| Peter McGill                                         |          | 3 janvier 1832   | 27 mars 1838       |
| John Molson                                          |          | 4 janvier 1832   | 11 janvier 1836    |
| Marc-Pascal de Sales Laterrière                      |          | 5 janvier 1832   | 27 mars 1838       |
| François-Xavier Malhiot                              |          | 6 janvier 1832   | 27 mars 1838       |
| Jean Dessaulles                                      |          | 7 janvier 1832   | 20 juin 1835       |
| Barthélemy Joliette                                  |          | 8 janvier 1832   | 27 mars 1838       |
| Pierre de Rastel de Rocheblave                       |          | 9 janvier 1832   | 27 mars 1838       |
| Robert Unwin Harwood                                 |          | 10 janvier 1832  | 27 mars 1838       |
| Antoine-Gaspard Couillard                            |          | 11 janvier 1832  | 27 mars 1838       |
| Jean-Baptiste Juchereau Duchesnay                    |          | 4 avril 1832     | 13 janvier 1833    |
| James Baxter                                         |          | Août 1832        | 19 novembre 1837   |
| Horatio Gates                                        |          | 1er août 1832    | 11 avril 1834      |
| Robert Jones                                         |          | 2 août 1832      | 27 mars 1838       |
| François Quirouet                                    |          | 25 octobre 1833  | 27 mars 1838       |
| Joseph Masson                                        |          | 16 octobre 1834  | 27 mars 1838       |
| Amable Dionne                                        |          | 22 août 1837     | 27 mars 1838       |
| René-Édouard Caron                                   |          | 22 août 1837     | 27 mars 1838       |
| Janvier-Domptail Lacroix                             |          | 22 août 1837     | 27 mars 1838       |
| Clément-Charles Sabrevois de Bleury                  |          | 22 août 1837     | 27 mars 1838       |
| Gabriel Marchand                                     |          | 22 août 1837     | [ 7 ]              |
| John Neilson                                         |          | 22 août 1837     | 27 mars 1838       |
| John Pangman                                         |          | 22 août 1837     | 27 mars 1838       |
| Melchior-Alphonse d'Irumberry de Salaberry           |          | 22 août 1837     | 27 mars 1838       |
| Jean-Baptiste-René Hertel de Rouville                |          | 22 août 1837     | 27 mars 1838       |
| John Malcolm Fraser                                  |          | 22 août 1837     | 27 mars 1838       |